# Plica lumaria
Plica lumaria là một loài thằn lằn trong họ Tropiduridae. Loài này được Donnelly & Myers mô tả khoa học đầu tiên năm 1991.